# يوم الشقيقة
الشقيقة (بشين معجمة وقافين) هي الفرجة بين الجبلين، وكان هذا اليوم بين بني شيبان وبني ضبة بن إد، وقد قتل فيه بسطام بن قيس سيد بني شيبان.

## سبب القتال
غزا بسطام بن قيس بلاد ضبة، فلما دنا من بلادهم أغار هو وأصحابه على إبلهم، وكان مع الإبل ألف ناقة لمالك الضبي من بني ثعلبة بن سعد بن ضبة، قد فقأ عين فحلها، وكذلك كانوا يفعلون في الجاهلية إذا بلغت إبل أحدهم ألف بعير فقأوا عين الفحل ليرد عين العاين، وكان يقال لذلك الفحل الأعور الذي في إبل مالك أبو شاعر، وكان مالك عند الإبل فنجا على فرسه إلى قومه ضبة، فلما أشرف عليهم نادى: يا صباحاه وعاد راجعا، وكان بسطام في أخرى ات الناس على فرس أدهم يقال له (زعفران) يحمي أصحابه، فلما لحقت خيل ضبة قال مالك: ارموا ارموا يا قوم، فجعلوا يرمونها فيشقونها، ولحقت بنو ثعلبة بن سعد بن ضبة وفي أوائلهم عاصم الصباحي، وكان ضعيف العقل، وكان قبل ذلك يعصب قناة له فيقال له ما تصنع بها يا عاصم؟ فيقول: اقتل بها بسطام فيهزئون منه. فلما جاء الصريخ ركب فرس أبيه بغير أمره ولحق الخيل، فقال لرجل من ضبة: أيهم الرئيس ؟ قال: صاحب الفرس الأدهم، فعارضه عاصم حتى حاذاه، ثم حمل عليه فطعنه بالرمح في صماخ أذنه وانفذ الطعنة إلى الجانب الآخر وخرُِِّ بسطام بن قيس قتيلا، فلما رأت ذلك بني شيبان خلوا سبيل النعم وولوا الأدبار، وأسر بنو ثعلبة بن سعد بن ضبة سبعين رجلا من بني شيبان، فلما وصل المنهزمون لم يبق في بكر بن وائل بيت إلا وحزن لقتل بسطام لعلو محله